# Aichi E16A
Aichi E16A Zuiun (oznaczenie amerykańskie – Paul) – japoński wodnosamolot zwiadowczy z okresu II wojny światowej.

## Historia
Pod koniec 1940 wytwórnia Aichi Kokuki KK podjęła się opracowania nowoczesnego wodnosamolotu zwiadowczego i równocześnie przystosowanego do bombardowania z lotu nurkowego, który miał zastąpić wodnosamoloty Aichi E13A Raiun. Projekt takiego samolotu oznaczonego jako AM-22 opracował inż. Rishiro Matsuo, we współpracy z inż. Yasushiro Ozawą.
W trakcie projektowania wymagania stawiane przez dowództwo lotnictwa marynarki uległy zmianie i ostatecznie prototyp był gotowy w 1942. Otrzymał wtedy oznaczenie E16A. Prototyp, wyposażony w silnik gwiazdowy Mitsubishi Kinsei 51, został oblatany w maju 1942, a następnie poddany szeregu próbom, które wykazały szereg usterek. Ostatecznie samolot ten został zatwierdzony do produkcji seryjnej dopiero w sierpniu 1943. Otrzymał oznaczenie E16A1 i nazwę Zuiun (pol. „pomyślna chmura”) i został wyposażony w nowy silnik Mitsubishi Kinsei 54 o mocy identycznej jako silnik prototypu.
Produkcja seryjna samolotu trwała do sierpnia 1945, przy czym początkowo produkowano go w zakładach Aichi Kokuki KK, a później także w zakładach Nippon Hikoki KK w Tomioka. Łącznie wyprodukowano 255 samolotów Aichi E16A1 oraz 3 prototypy.
W 1944 zbudowano także jeden prototyp oznaczony jako Aichi E16A2T, w którym zastosowano silnik Mitsubishi Kinsei 62 o mocy 1560 KM. W momencie kapitulacji Japonii we wrześniu 1945 samolot ten znajdował się jeszcze w fazie prób.

## Użycie w lotnictwie
Wodnosamolot E16A1 wprowadzone zostały do użytku w  1944 roku, a po raz pierwszy w akcji bojowej użyto ich w rejonie Filipin. Następnie samoloty te używane zarówno do zwiadu jak i do bombardowania z lotu nurkowego.
W końcowym okresie wojny wszystkie niezniszczone wcześniej samoloty Aichi E16A1 Zuiun zostały użyte jako samoloty pilotów samobójców.

## Opis konstrukcji
Wodnosamolot Aichi E16A Zuiun był dolnopłatem o konstrukcji w zasadzie metalowej. Jedynie odejmowana skrajna część płata i usterzenie poziome były konstrukcji drewnianej. Podwozie stanowiły dwa metalowe pływaki jednoredanowe. Na krawędzi spływu przednich wsporników pływaków zamontowano otwierane hydraulicznie hamulce aerodynamiczne, co było oryginalnym rozwiązaniem, zastosowanym tylko w tym samolocie.
Napęd samolotu stanowił silnik gwiazdowy, chłodzony powietrzem, napędzający trzyłopatowe śmigło.
Uzbrojenie samolotu stanowiły 2 stałe działka kal. 20 mm, umieszczone w skrzydłach i 1 ruchomy karabin maszynowy kal. 12,7 mm, umieszczony w tylnym stanowisku strzeleckim. Wodnosamolot mógł przenosić jedną bombę o masie 250 kg lub dwie o masie 60 kg każda.